# Abdullah Ahmed Al Mandous
Abdullah Ahmed Al Mandous (arabisch الدكتور عبد الله أحمد المندوس; geb. 16. November 1966) ist ein emiratischer Meteorologe. Er ist Generaldirektor des Nationalen Zentrums für Meteorologie (NCM) und seit 2023 auch Präsident der Weltorganisation für Meteorologie (WMO).

## Ausbildung
Al Mandous studierte Meteorologie an der Saint Louis University (Missouri) und schloss 1989 mit einem Bachelor of Science ab. Später absolvierte er bis 2005 ein Master-Studium an der University of Witwatersrand in Johannesburg. Im Jahr 2012 erwarb er einen PhD in Meteorologie von der Universität Belgrad.

## Karriere
Abdullah Al Mandous war fast zwei Jahrzehnte lang in verschiedenen leitenden Positionen bei mehreren hochrangigen Regierungsstellen tätig, die für die Überwachung der Atmosphäre und der Seismographie sowie für die Verwaltung der Wasserressourcen zuständig sind, darunter das Zentrum für atmosphärische Studien, die Abteilung für Wasserressourcenstudien, das nationale Wasserquellenprojekt des UN-Entwicklungsprogramms (UNDP) und das Programm zur Verbesserung der Niederschlagsmenge.

### Nationales Zentrum für Meteorologie
Al Mandous ist seit 2007 Generaldirektor des Nationalen Zentrums für Meteorologie (NCM), das meteorologische und seismologische Dienste sowie statistische Daten und Informationen für verschiedene Einrichtungen und die Öffentlichkeit in den Vereinigte Arabische Emiraten bereitstellt, damit diese ihre täglichen Aufgaben erfüllen können.
Seit 2008 ist Al Mandous der ständige Vertreter der Vereinigten Arabischen Emirate (VAE) bei der Weltorganisation für Meteorologie (WMO) in Genf. Am NCM leitete er eine umfassende Modernisierung der Infrastruktur sowie der meteorologischen und seismologischen Netze ein. Während seiner Amtszeit wurde das Radarnetz in die anderen Netze der Arabischen Halbinsel integriert und leistet einen Beitrag zum Katastrophenmanagement, zur Wassersicherheit und zum Global Air Navigation Plan 2013-2028 der Internationalen Zivilluftfahrtorganisation (ICAO). Al Mandous war an der Einrichtung des UAE Research Program for Rain Enhancement Science beteiligt, das 2015 unter der Schirmherrschaft von Scheich Mansour bin Zayed Al Nahyan, dem Vizepräsidenten der Vereinigten Arabischen Emirate, ins Leben gerufen wurde. Das Programm soll Forscher, Technologen und Unternehmer anziehen, um die lokalen und globalen Kapazitäten im Bereich der Regenwasseraufbereitung weiterzuentwickeln und die dringendsten Herausforderungen im Bereich der Wassersicherheit zu bewältigen.
Im Juli 2021 eröffnete das NCM unter der Leitung von Al Mandous den Science Dome, eine Hightech-4D-Kuppel zur Visualisierung von Echtzeit und zur Simulation von Wetterdaten, um den Besuchern die Details der Meteorologie, Geophysik und Wolkenimpfungs-Operationen auf innovative Weise näherzubringen.

### WMO
Al Mandous übernahm 2017 die Leitung der asiatischen WMO-Regional-Association II (Asien). 2023 wurde er von den Vertretern der 193 Mitgliedsstaaten und -gebiete der WMO in Genf für eine vierjährige Amtszeit zum Präsidenten der WMO gewählt.

## Auszeichnungen
- Emirates Award Certificate of Appreciation von Scheich Mansour bin Zayed Al Nahyan
- Kuwait Liberation Medal vom Emir von Kuwait
- Certificate of Appreciation des US-amerikanischen National Center for Atmospheric Research (NCAR) für das VAR Rain Enhancement Project
- Middle East Executive Award for High level Executive Leadership[2]
- 2011 Middle East CEO of the Year Award